# Flirtea henrikseni
Flirtea henrikseni is een hooiwagen uit de familie Cosmetidae.